# Relator Especial das Nações Unidas sobre Resíduos Tóxicos e Direitos Humanos
O mandato do Relator Especial das Nações Unidas sobre Resíduos Tóxicos e Direitos Humanos foi estabelecido em 1995 pela Comissão de Direitos Humanos das Nações Unidas.

## Antecedentes
Em 1995, a Comissão de Direitos Humanos estabeleceu o mandato para examinar as implicações da exposição a substâncias perigosas e resíduos tóxicos para os direitos humanos. Isso incluiu as implicações de tendências como tráfico ilícito e uso de produtos tóxicos e perigosos durante actividades militares, guerra e conflito, e desmantelamento de navios. Outras áreas incluídas no mandato são resíduos médicos, indústrias extractivas (particularmente petróleo, gás e mineração), condições de trabalho nos sectores manufatureiro e agrícola, produtos de consumo, emissões ambientais de substâncias perigosas de todas as fontes e descarte de resíduos.
Em 2011, o Conselho de Direitos Humanos da ONU afirmou que substâncias e resíduos perigosos podem constituir uma séria ameaça ao pleno gozo dos direitos humanos. Ele ampliou o mandato para incluir todo o ciclo de vida de produtos perigosos, desde a fabricação até ao descarte final. Isso é conhecido Avaliação do Ciclo de Vida. A rápida aceleração na produção química sugere a probabilidade de que esta seja uma ameaça crescente, particularmente para os direitos humanos dos segmentos mais vulneráveis da sociedade.
A ONU afirma que os estados são obrigados pela lei internacional de direitos humanos a tomar medidas activas para prevenir a exposição de indivíduos e comunidades a substâncias tóxicas. Os membros vulneráveis da sociedade são muitas vezes considerados os mais afectados. Incluem pessoas que vivem na pobreza, trabalhadores, crianças, grupos minoritários, povos indígenas, migrantes, entre outros grupos vulneráveis ou susceptíveis.

## Especialista independente
O Relator Especial é nomeado pelo Conselho de Direitos Humanos da ONU. O especialista nomeado é obrigado pelo Conselho de Direitos Humanos a examinar e relatar aos Estados-membros sobre as iniciativas tomadas para promover e proteger os direitos humanos implicados pela gestão inadequada de substâncias e resíduos perigosos.

### Selecção de temas relatados pelo Relator Especial
- Em Março de 2022, a Human Rights Watch fez uma submissão ao relatório do Relator Especial sobre mercúrio, mineração de ouro artesanal e de pequena escala. O mercúrio é usado na mineração para recuperar o ouro do minério. O mercúrio, que é particularmente prejudicial para as crianças, ataca o sistema nervoso central e pode causar danos cerebrais e morte. O trabalho de mineração é muitas vezes realizado por crianças trabalhadoras que têm pouca ou falsa informação sobre os riscos do mercúrio.[2]
- 2021 - Relatório: As etapas do ciclo do plástico e os seus impactos nos direitos humanos

O relatório destaca as implicações para os direitos humanos dos aditivos tóxicos nos plásticos e os estágios do ciclo de vida do plástico, incluindo os direitos das mulheres, crianças, trabalhadores e povos indígenas. Produtos químicos tóxicos são comummente adicionados aos plásticos, causando sérios riscos aos direitos humanos e ao meio ambiente. O Relator Especial apresenta recomendações destinadas a abordar as consequências negativas dos plásticos sobre os direitos humanos.
- 2015 - Relatório: Direito à Informação sobre Substâncias e Resíduos Perigosos

Neste relatório, o Relator Especial esclarece o escopo do direito à informação ao longo do ciclo de vida de substâncias e resíduos perigosos, identifica os desafios que surgiram na realização desse direito e delineia possíveis soluções para esses problemas. São discutidas as obrigações dos Estados e as responsabilidades das empresas em relação à implementação do direito à informação sobre substâncias e resíduos perigosos.

### Especialista Independente Actual
- Dr. Marcos A. Orellana, 2020–actualidade[1][6]

### Antigos Especialistas Independentes
- Sr. Baskut Tuncak (Turquia/EUA), 2014–2020[7]
- Sr. Marc Pallemaerts (Bélgica), 2012–2014[7]
- Sr. Calin Georgescu (Roménia), 2010–2012[7]
- Sr. Okechukwu Ibeanu (Nigéria), 2004–2010[7]
- Sra. Fatma Zohra Ouhachi-Vesely (Argélia), 1995–2004[1][7]